# Карведилол
Карведило́л — синтетичний антигіпертензивний препарат, що належить до групи неселективних бета-блокаторів, для перорального застосування. Карведилол уперше синтезований Фріцем Відеманом із компанії «Boehringer Mannheim», та запатентований у США у 1995 році.

## Фармакологічні властивості

### Фармакодинаміка
Карведилол — синтетичний лікарський препарат, що належить до групи неселективних бета-блокаторів. Карведилол має також властивості альфа-адреноблокатора, завдяки чому нівелюються небажані метаболічні ефекти. По хімічній структурі є рацематом, який складається з двох енантіомерів: S(-)-енантіомеру та R(+)-енантіомеру. Згідно досліджень, S(−)-енантіомер має більш виражені властивості β—адреноблокатора, а α1—адреноблокуючі властивості характерні для обох енантіомерів у однаковій ступені. Карведилол має β—блокуючу дію у 10—100 разів більшу, ніж α—адреноблокуючу. Препарат також має помірний вазодилятуючий ефект та знижує периферичний судинний опір за рахунок біохімічної нейтралізації супероксидного аніона, який інактивує оксиду азоту, та гальмування експресії ендотеліну. За рахунок вазоділятації знижує постнавантаження на серце. Карведилол викликає зниження синтезу реніну. Альфа-блокуюча активність карведилолу призводить додатково до високої антиішемічної активності препарату, що пов'язано із вазоділятацією коронарних судин та розвитком колатералей у області кровотоку вище стенозу коронарної судини. Також має сильніший протизапальний ефект, ніж метопролол при вірусному міокардиті, завдяки комбінованій блокаді альфа і бета-адренорецепторів.
Карведилол викликає зменшення серцевого викиду, об'єму циркулюючої крові та часткове зниження чутливості барорецепторів. Усі ці ефекти в сумі приводять до антигіпертензивного ефекту. Карведилол знижує частоту серцевих скорочень, покращує діастолічне наповнення серця та зменшує потребу міокарду у кисні, зменшує масу міокарду, не має негативного впливу на ліпідний обмін. Препарат не має власної симпатоміметичної активності. Карведилол має також антиоксидантні властивості та антипроліферативний ефект, знижує активність атерогенезу в судинній стінці.
Карведілол виявився ефективнішим, ніж пропранолол для зменшення портальної гіпертензії при цирозі печінки.
Внаслідок β2-блокуючої дії карведилол може підвищувати тонус гладких м'язів бронхів, деяких судин мікроциркуляторного русла, а також тонус та перистальтику кишечнику.

### Фармакокінетика
Карведилол швидко та добре всмоктується у шлунково-кишковому тракті, але біодоступність препарату становить лише 25 % через ефект першого проходження через печінку, у хворих із порушенням функції печінки біодоступність карведилолу може досягати 80 %. Максимальна концентрація в крові досягається протягом 1 години. Карведилол добре зв'язується з білками плазми крові. Препарат проникає через плацентарний бар'єр та виділяється в грудне молоко. Метаболізується карведилол у печінці з утворенням активних метаболітів. Виводиться із організму препарат переважно із жовчю та калом, частково виводиться із сечею. Період напіввиведення препарату складає 6—10 годин, при порушеннях функції печінки та нирок цей час може збільшуватися. Фармакокінетично не взаємодіє з дигоксином.

## Показання до застосування
Карведилол застосовують для лікування гіпертонічної хвороби (як самостійне лікування, так і в комбінації з іншими препаратами), стенокардії напруги та серцевої недостатності (у комбінації з дигоксином, інгібіторами АПФ та діуретиками).

## Побічна дія
При застосуванні карведилолу можливі наступні побічні ефекти:
- Алергічні реакції — часто (1—10 %) висипання на шкірі, свербіж шкіри, кропив'янка, гарячка, бронхоспазм, задишка (у тому числі подібна до астматичної), анафілактичний шок.
- З боку травної системи — часто (1—10 %) нудота, діарея, біль у животі; нечасто (0,1—1 %) блювання, метеоризм, запор, сухість у роті, періодонтит, мелена.
- З боку нервової системи — часто (1—10 %) головний біль, головокружіння, швидка втомлюваність, парестезії, депресія, ксерофтальмія, сонливість або безсоння; рідко (менше 0,01 %) порушення концентрації уваги, втрата свідомості, порушення зору.
- З боку серцево-судинної системи — часто (1—10 %) брадикардія або тахікардія, недостатність периферичного кровообігу, артеріальна гіпотензія, ортостатична гіпертензія, периферичні набряки; рідко (0,01—0,1 %) посилення переміжної кульгавості, AV-блокада, синдром Рейно, підвищена кровоточивість з утворенням крововиливів, загострення стенокардії, погіршення перебігу серцевої недостатності.
- З боку сечостатевої системи — дуже рідко (менше 0,01 %) порушення функції нирок (у тому числі гостра ниркова недостатність), порушення сечопуску (частіше у жінок), гематурія, протеїнурія, імпотенція.
- З боку опорно-рухового апарату — часто (1—10 %) артралгії; рідко (0,01—0,1 %) біль у кінцівках, судоми м'язів, атрофія м'язів,.
- Інші побічні ефекти — часто (1—10 %) загострення псоріазу, грипоподібний синдром, риніт, задишка, затримка рідини, зниження маси тіла або анорексія; нечасто (0,1—1 %) гіперглікемія у хворих на цукровий діабет.
- Зміни в лабораторних аналізах — часто (1—10 %) тромбоцитопенія, гіперглікемія, гіперхолестеринемія; рідко (0,01—1 %) анемія, гематурія, гіпопротромбінемія, протеїнурія, глюкозурія, гіперкаліємія, гіпертригліцеридемія, гіпонатріємія, гіперурикемія, підвищення активності амінотрансфераз та лужної фосфатази, підвищення рівня креатиніну та сечовини в крові.

## Протипоказання
Карведилол протипоказаний при підвищеній чутливості до препарату, кардіогенному шоці або епізодах декомпенсації серцевої недостатності із необхідністю внутрішньовенного введення лікарських препаратів із позитивним інотропним ефектом, стенокардії Принцметала, синдромі слабкості синусового вузла, АВ-блокаді II-ІІІ ступеня, при бронхообструктивних захворюваннях або бронхіальній астмі, нелікованій феохромоцитомі, брадикардії, артеріальній гіпотензії, метаболічному ацидозі, галактоземії, важких порушеннях периферичного кровообігу, міастенії, депресії. Карведилол не застосовується у дитячому та підлітковому віці. Карведилол протипоказаний при вагітності та годуванні грудьми. З обережністю препарат призначається при важких порушеннях функції печінки та нирок. З обережністю призначається карведилол при гіпертиреозі (у зв'язку із можливим розвитком тиреотоксичного кризу при різкій відміні препарату). З обережністю застосовують карведилол разом із серцевими глікозидами та дилтіаземом у зв'язку із посиленням пригнічення атріовентрикулярної провідності.

## Форми випуску
Карведилол випускається у вигляді таблеток по 0,003125; 0,0625; 0,125; 0,25 та 0,05 г.